# Виннипегская всеобщая забастовка

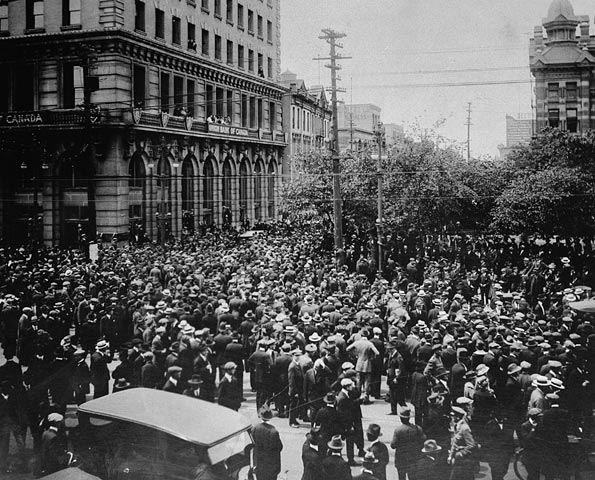
21 июня 1919 года.

Виннипегская забастовка — всеобщая забастовка рабочих в городе Виннипег (Канада), проходившая в мае — июне 1919 года.
Виннипегская забастовка происходила в условиях подъёма рабочего движения в Канаде после победы Октябрьской революции в России и окончания Первой мировой войны. Первоначально в забастовке, начавшейся 1 мая, участвовали рабочие металлопромышленности и строители, которые требовали увеличения заработной платы и признания профсоюзов. Но уже к середине мая она переросла во всеобщую стачку, участие в которой приняли более 24 тысяч человек. В течение месяца власть в городе фактически принадлежала стачечному комитету. Забастовка была подавлена в конце июня 1919 года с применением конной полиции. 21 июня вошло в историю как «кровавая суббота» — при разгоне 25 тысяч манифестантов двое рабочих были убиты полицейскими. Ещё четверых — эмигрантов из Восточной Европы — задержали с целью депортации (в итоге, выслали двух из них).